# Cremastus canadensis
Cremastus canadensis là một loài tò vò trong họ Ichneumonidae.